# 유자업
송 전폐제 유자업(宋 前廢帝 劉子業, 449년 2월 25일(음력 1월 17일) ~ 466년 1월 1일(465년 음력 11월 29일))은 중국 남북조시대 유송의 제5대 황제(재위 : 464년 ~ 466년)이다. 아명은 법사(法師)이며, 폐위되었기에 묘호와 시호는 없다.

## 생애
효무제(孝武帝)와 황후 왕헌원 사이에서 태어난 장자였다.
464년(대명 8년), 아버지인 효무제가 죽어서 황제로 즉위하였다.
어머니인 왕태후가 병으로 위독하여 유자업을 불렀는데도 "환자가 있는 곳에는 귀신이 나온다." 라고 말하여 문병에도 가지 않았다. 그러자 왕태후가 노하여 시종에게 "당장 칼을 가져와서 내 배를 갈라라. 어떻게 저렇게 비린내나는 아이를 낳을 수 있었는가!" 라고 말하였고, 곧 병이 더욱 심해져 세상을 떠났다.
효무제 때의 중신인 대법흥(戴法興)마저 축출한 뒤 곧 그를 죽이니, 행실이 꺼릴 것 없이 더욱 방자해졌다.
아버지의 총애를 받은 이복동생 유자란(劉子鸞)을 미워하여 사약을 내려 처형하였다. 당시 유자란은 10세였고, 죽을 때 말하기를 다시는 제왕의 가문에서 태어나지 않기를 바란다고 하였다.
작은 할아버지인 강하왕(江夏王) 유의공(劉義恭)이 모반을 하려 하였다고 직접 병사들을 이끌고 습격하여 그와 그의 네 아들들을 모두 살해한 뒤, 그 몸을 8조각으로 자르고 배를 갈랐으며, 눈을 뽑아 꿀에 담가서 귀목종(鬼目棕)을 만들었다.
종실의 여자들을 모두 불러들인 뒤, 좌우 사람들로 하여금 그들을 겁탈하게 하였고, 따르지 않는 사람이 있으면 즉시 그 사람과 그의 가족들을 모두 죽였다.
또한, 태위 심경지(沈慶之)를 그의 사촌 심유지(沈攸之)를 시켜 몰래 독주를 마시게 하여 죽였으며, 심경지의 장남 시중 심문숙(沈文叔)도 누명을 씌어 독살시켰다.
어느 날 꿈에 왕태후가 나타나 저주하기를 "너는 어질지도 못하고 불효를 저지르는 놈으로, 황제의 자격이 없다. 네 아비 또한 난폭하고 황음무도하여 하늘과 백성들로부터 원망을 샀고 너 또한 그러하다. 앞으로는 문제(文帝)의 자식들에게 황제를 맡겨야겠다." 라고 하였다. 이를 크게 두려워하여 효무제, 문제의 형제들과 그 아들들을 모두 잡아들여 죽이거나 몹시 학대하였다. 상동왕(湘東王) 유욱(劉彧), 건안왕(建安王) 유휴인(劉休仁), 산양왕(山陽王) 유휴우(劉休佑)를 몹시 미워하여 그들을 각각 저왕(猪王 : 돼지왕), 살왕(殺王 : 살인마왕), 도왕(盜王 : 도적왕)이라고 불렀고, 특히 유욱을 돼지를 대하는 것처럼 심하게 모욕하였으며 항상 기회를 봐서 죽이려고 하였으나, 번번이 유휴인의 꾀로 인하여 죽이지 못했다.
466년 1월 1일(경화 원년 11월 29일), 유욱을 세우고자 반란을 일으킨 신하들에게 시해당했다.

## 가족
- 비 하령완(何令婉) - 후에 헌황후로 추존
- 황후 노씨
- 귀빈 유영미(劉英媚) - 유의륭의 딸로 유자업의 고모
- 산음공주 - 유자업의 누나

## 기년
| 전폐제      | 원년                            |
| ----------- | ------------------------------- |
| 서력 (西曆) | 465년                           |
| 간지 (干支) | 을사(乙巳)                      |
| 연호 (年號) | 영광(永光) 원년 경화(景和) 원년 |

## 참고 문헌
- 샹관핑, 《중국사 열전, 후비 - 황제를 지배한 여인들》, 달과소, 2008

| 전 임 효무제 유준 | 제5대 유송 황제 464년 ~ 465년 | 후 임 명제 유욱 |